# 下瓦爾德

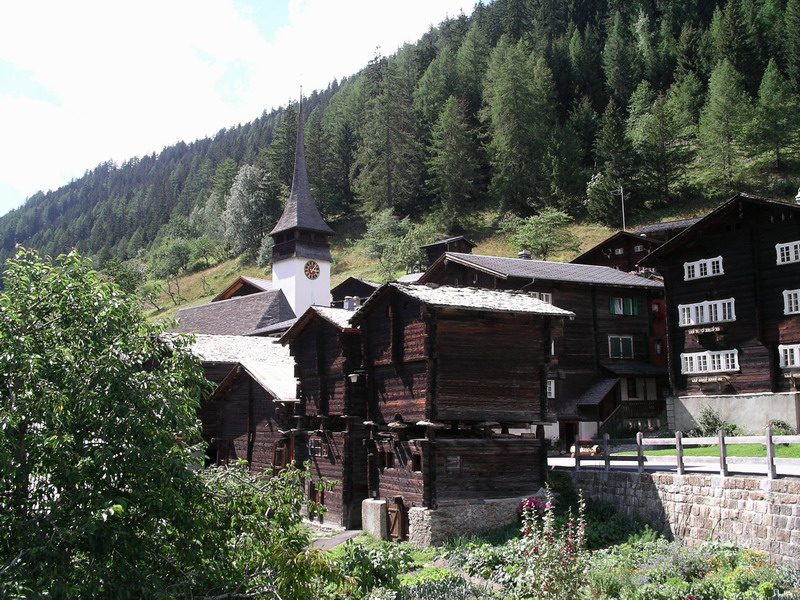

下瓦爾德是瑞士的城鎮，位於該國南部，由瓦萊州負責管轄，面積4.68平方公里，海拔高度1,251米，2011年人口52，九成半人口信奉羅馬天主教，人口密度每平方公里11人。